# USS Merrimack
De USS Merrimack was een Amerikaans oorlogsfregat dat in 1855 te water was gelaten in Boston. Na de val van Norfolk werd het verbouwd tot de CSS Virginia.
Het was een stoomschip van 3.200 ton dat veertig kanonnen aan boord had. De maximumsnelheid was 12 knopen. Tot 1860 diende de Merrimack als vlaggenschip in de Stille Oceaan. Het schip werd uit dienst genomen in Norfolk in februari 1860. 
Direct na het uitbreken van de Amerikaanse Burgeroorlog werden plannen gemaakt om het schip zeewaardig te maken en naar Philadelphia te varen. Op 17 april 1861 stapte Virginia, inclusief Norfolk, over naar de Confederatie. De USS Merrimack kon de haven niet verlaten omdat gezonken schepen de vaarweg blokkeerde. Op 20 april werd het schip in brand gestoken. Alles boven de waterlijn verbrandde en de rest werd afgezonken om het gebruik van de haven te belemmeren.
De haven viel in handen van de confederatie. Later werd het schip gelicht en omgebouwd tot de CSS Virginia. Ondanks de brand was alles van de USS Merrimack onder de waterlijn, zoals de romp en stoommachine, nog bruikbaar. 